# Eberhard Golla
Eberhard Golla (* 30. Juli 1927 in Breslau; † 25. November 2004) war ein deutscher Offizier und Angehöriger des Bundesnachrichtendienstes. Zuletzt war er als Brigadegeneral des Heeres der Bundeswehr der Kommandeur des Artilleriekommandos 3 des III. Korps in Koblenz.

## Leben
Golla, Sohn eines Mauers, war von Oktober 1943 bis September 1944 Luftwaffenhelfer in Breslau, trat am 30. Dezember 1944 als freiwilliger Offizieranwärter beim Fliegerausbildungsregiment 1 in Oschatz in die Wehrmacht ein und war von Januar bis Februar 1945 Geschützführer im Fallschirmartillerieersatzregiment 1 in Menden. 1945 war er mit dem II. Bataillon des Fallschirmartillerieregiments 1 als Richtschütze und Geschützführer in Italien eingesetzt und geriet, nachdem er zum 1. Mai 1945 zum Fahnenjunkergefreiten befördert wurde, im Mai 1945 in US-amerikanische Kriegsgefangenschaft, aus der er im Mai 1947 entlassen wurde.
Nach einer Tätigkeit als Kraftfahrer bei der Internationalen Flüchtlingsorganisation wurde er im Januar 1948 Polizeibeamter und Zugführer der Bereitschaftspolizei Niedersachsen und war zuletzt Polizeirevieroberwachtmeister.
Am 2. Juli 1956 trat Golla als Offizieranwärter beim Artillerielehrbataillon in Idar-Oberstein in die Bundeswehr ein und wurde im Oktober 1957 Feuerleitoffizier der 4. Batterie jenes Bataillons. Von Oktober 1959 bis September 1962 war er Dezernent Lenkraketen im Truppenamt in Köln.
Von 1962 bis 1964 absolvierte Golla den 5. Generalstabslehrgang Heer an der Führungsakademie der Bundeswehr in Hamburg, wo er zum Offizier im Generalstabsdienst ausgebildet wurde. Anschließend war er von Oktober 1964 bis September 1967 Referatsleiter im Bundesnachrichtendienst in Pullach im Isartal. Anschließend wurde er zurück zur Bundeswehr versetzt, um Generalstabsoffizier für Operation, Planung und Ausbildung (G 3) der Panzerbrigade 33 in Lingen (Ems) zu werden. Anschließend übernahm er 1969 die Führung über das Raketenartilleriebataillon 250 in Engstingen, das als Korpsartilleriebataillon des II. Korps im Rahmen der nuklearen Teilhabe im Verteidigungsfall auch den Auftrag hatte, Kernwaffen einzusetzen. 1971 wechselte Golla als G 3 ins Hauptquartier der Central Army Group der NATO nach Heidelberg und wurde 1973 Regimentskommandeur des Artillerieregiments 1 in Hannover, dem Divisionsartilleriebataillon der 1. Panzerdivision, das ebenfalls auch einen nuklearen Auftrag hatte. 1977 wurde er Referatsleiter VII 4 im Führungsstab des Heeres im Bundesministerium der Verteidigung in Bonn. 
In seiner letzten Verwendung war Golla ab Oktober 1982 Korpsartilleriekommandeur 3 in Koblenz. Mit Ablauf des Juni 1985 wurde er aus gesundheitlichen Gründen im Alter von 57 Jahren in den Ruhestand versetzt.
Golla war verheiratet und hatte zwei Kinder.

## Auszeichnungen
- 1979: Spanisches Militärverdienstkreuz in Weiß 1. Klasse
- 1981: Verdienstkreuz am Bande des Verdienstordens der Bundesrepublik Deutschland
- 1982: Ehrenkreuz der Bundeswehr in Gold
- 1985: Legion of Merit